# گرگ هسو
هسو کوانگ هان (چینی: 許光漢; Pe̍h-ōe-jī: Khó͘ Kong-hàn؛ زادهٔ ۳۱ اکتبر ۱۹۹۰) که به‌طور حرفه‌ای با نام‌های گرگ هسو (انگلیسی: Greg Hsu) و گرگ هان (انگلیسی: Greg Han) شناخته می‌شود، بازیگر و خواننده تایوانی است. او به خاطر ایفای نقش در مجموعه تلویزیونی روزی یا یک روز (۲۰۱۹) شناخته می‌شود.
او در سال ۲۰۲۰، در جایگاه ۶۹ام فهرست ۱۰۰ سلبریتی چینی فوربز قرار گرفت. هسو در سال ۲۰۲۰ نخستین تک‌آهنگ خود را با نام «Yesterday No More» منتشر کرد و در سال بعد، نخستین آلبوم استودیویی را منتشر کرد.